# Хаустон (Аљаска)
Хаустон (енгл. Houston) град је у америчкој савезној држави Аљаска.

## Демографија
По попису из 2010. године број становника је 1.912, што је 710 (59,1%) становника више него 2000. године.
| Група             | 2000.       | 2010.         |
| Белци             | 996 (82,9%) | 1.537 (80,4%) |
| Афроамериканци    | 4 (0,3%)    | 7 (0,4%)      |
| Азијати           | 8 (0,7%)    | 11 (0,6%)     |
| Хиспаноамериканци | 28 (2,3%)   | 64 (3,3%)     |
| Укупно            | 1.202       | 1.912         |